# Республіканські ліві Каталонії — Сувереністи
Республіканські ліві Каталонії — Сувереністи (кат. Esquerra Republicana de Catalunya–Sobiranistes, ERC–Sobiranistes) — виборча коаліція, сформована у Каталонії перед загальними виборами у Іспанії 2019 року Республіканськими лівими Каталонії (ERC) та Сувереністами (Sobiranistes). Першими у списку є Оріол Жункерас, Габріель Руфіан та Кароліна Телечеа з представником Sobiranistes, для якого зарезервоване 4 місце у списку для Барселони.